# هیرمان مایور شیرمر
 هَیرمان مایور شیرمر (به نروژی: Herman Major Schirmer)؛ ۲۰ ژوئن ۱۸۴۵ – ۱۱ آوریل ۱۹۱۳) یک معمار اهل نروژ بود. 